# Charly Bérard
Charly Bérard (Charles Bérard - 27 september 1955) is een voormalig Frans wielrenner.

## Levensloop en carrière
Bérard werd prof in 1980. Hij reed zeven keer de Ronde van Frankrijk. In 1987 won hij de Klimmerstrofee.

## Resultaten in voornaamste wedstrijden
| Jaar | Ronde van Italië | Ronde van Frankrijk | Ronde van Spanje |
| ---- | ---------------- | ------------------- | ---------------- |
| 1980 |                  |                     |                  |
| 1981 |                  | 27e                 |                  |
| 1982 | 42e              | 16e                 |                  |
| 1983 |                  | 56e                 |                  |
| 1984 |                  | 49e                 |                  |
| 1985 |                  |                     |                  |
| 1986 |                  | 44e                 |                  |
| 1987 |                  | 59e                 |                  |
| 1988 |                  | 40e                 |                  |

| Jaar | Milaan-San Remo | Gent-Wevelgem | Parijs-Roubaix |
| ---- | --------------- | ------------- | -------------- |
| 1980 | 69e             | 52e           |                |
| 1981 |                 |               |                |
| 1982 | 33e             |               |                |
| 1983 |                 |               |                |
| 1984 |                 |               | 32e            |
| 1985 | 54e             | 72e           |                |
| 1986 | 20e             |               |                |
| 1987 |                 |               |                |
| 1988 |                 |               |                |